# Does This Look Infected Too?
Does This Look Infected Too? е концертен EP албум на американската пънк рок група Sum 41. Албумът е записан на 27 януари 2003 г. в Брюксел, Белгия.

## Песни
1. Mr. Amsterdam (Live) 3:53
2. Over My Head (Better Off Dead) (Live) 2:56
3. No Brains (Live) 4:05
4. The Hell Song (Live) 3:07
5. Still Waiting (Live) 3:16

## Биг Богус DVD
1. Still Waiting (Видео)
2. The Hell Song (Видео)
3. Handle This (Видео)
4. The Making Of Still Waiting (Видео)
5. EPK:Документално от групата в Япония през последните 3 години (Видео)